# Zaus robustus
Zaus robustus är en kräftdjursart som beskrevs av Ito 1974. Zaus robustus ingår i släktet Zaus och familjen Harpacticidae. Inga underarter finns listade i Catalogue of Life.